# Orimarga (Orimarga) subspeciosa
Orimarga (Orimarga) subspeciosa is een tweevleugelige uit de familie steltmuggen (Limoniidae). De soort komt voor in het Neotropisch gebied.